# Selonodon bicolor
Selonodon bicolor là một loài bọ cánh cứng trong họ Cebrionidae. Loài này được Fabricius miêu tả khoa học năm 1801.